# 余丙
余丙，元朝建德遂安县（今浙江省淳安县西）人。
余丙幼年丧母，哀痛泣血成疾。父亲去世，不忍下葬，再古山下结庐，停灵其中，每天闭户守视。有牧童不慎失火，火烧到殡庐，余丙与子余慈急忙扑灭，没有成功，想要投身火中，与棺柩一起焚毁。接着有暴雨，火灭。